# Павло Олександрович Гольшанський
Павло Ольгимонт Олександрович Гольшанський (1490 — 4 вересня 1555, Вільно) — литовський князь з родини Гольшанських, римо-католицький єпископ луцький (1507—1536) та віленський (1536—1555).

## Життєпис
Син Олександра Гольшанського, каштеляна віленського, та Софії Судимонтівни з Хожева. Освіту здобував у Краківському університеті, навчаючись на філософському факультеті впродовж 1504—1507 років.
Після закінчення навчання Павло Гольшанський стає єпископом в Луцьку. У 1512 році брав участь в церковному соборі в Римі, визнаному католицькою церквою XVIII Вселенським собором. Під час подорожі до Італії познайомився з культурою Ренесансу, яка завжди його цікавила. У 1515 році його обов'язки церква розширила ще й до віленського архідиякона.
У 1533 році записує у власність королеви Бони Сфорца свої володіння у Вільно, а королю Сигізмунду I заповідає після своєї смерті два маєтки. У 1536 році Гольшанський стає віленським єпископом. Активно боровся з протестантами. Помер у Вільно 1555 року.